# International Football Association Board
Az International Football Association Board a Nemzetközi Labdarúgó-szövetség (FIFA) Szabályalkotó Testülete.

## Történelem
Anglia négy labdarúgó szövetségének is eltérő szabályai voltak. A folyamatos egyeztetések eredményeként az 1880-as évek elejéig egységesítették a labdarúgás szabályait. A szabályok további egységesítését a nemzetközi mérkőzések során felmerült problémák okozták. A kor etikai elvárásai szerint a hazai csapat (nemzet) otthonában alkalmazott szabályok szerint játszották a találkozókat, ami sokszor vitákhoz vezetett. A viták számának csökkentése érdekében a négy angol labdarúgó-szövetség 1882. december 6-án Manchesterben találkozott és előkészített egy közös szabályt, amely rendezni hivatott a felmerült problémákat. A konferencia létrehozta az első nemzetközi versenyt a brit Home Championship tornát. A közösen kialakított, egységesített szabályokat kötelező jelleggel alkalmazták angol földön.
Az IFAB első találkozója Londonban 1886. június 2-án, a Holborn Viaductnál levő FA székhelyén rendezték. Megállapították, hogy mindegyik angol szövetségnek egyenlő (egy-egy) szavazati joga van. A találkozó célja, hogy az elmúlt időszakokban kialakult játékformák (rendszerek) hogyan segítsék a játék fejlődését.
A Nemzetközi Labdarúgó Szövetség (FIFA) megalakulásakor 1904-ben Párizsban kijelentették, hogy a tagszövetségek ragaszkodni fognak az IFAB által lefektetett szabályok alkalmazásához.
A játék növekvő nemzetközi népszerűsége eredményeként 1913-ban a FIFA képviselők helyet kaptak az IFAB-ban. Kezdetben csak két szavazatuk volt, érdemleges döntéshez a szavazatok négyötöd többsége kellett, ami azt jelentette, hogy az angol szövetségek még mindig meg tudták változtatni a FIFA ellenében a játékszabályokat. Az angol szövetségek szabályalkotó szervezete (Board) a több mint fél évszázad alatt tapasztalta, hogy a FIFA nem ellenük, hanem a játék nemzetközi fejlesztésére törekszik, ezért 1958-ban a egyetértett abban, hogy a FIFA egyedül négy szavazattal rendelkezzen.

## Alapszabálya
Jóváhagyta az International Board 1958 júniusában, módosította 1993 februárjában.

### A testület neve és összetétele
A Board neve: International Football Association Board (IFAB). A Board tagjai – a továbbiakban szövetségek – az Angol labdarúgó-szövetség (FA), a Skót labdarúgó-szövetség (SFA), Walesi labdarúgó-szövetség (FAW) , az Ír labdarúgó-szövetség /Észak-Írország/ (IFA) és a FIFA. Mindegyik tag négy küldöttel képviseltetheti magát, a tagok egy szavazattal, a FIFA négy szavazattal rendelkezik. A szabályváltozáshoz hat szavazatra van szükség. A FIFA jóváhagyása nélkülözhetetlen bármilyen IFAB döntéshez, de a FIFA sem tudja egyedül megváltoztatni a szabályokat.

### A Board célja
A Board célja a Board tagszövetségeinek közgyűlése vagy megfelelő testülete által előterjesztett szabálymódosítási javaslatok, illetve a labdarúgást érintő egyéb kérdések megvitatása és eldöntése.

### A Board ülései
A Board évente kétszer ül össze. Az első találkozót Annual (AGM) közgyűlésnek (rendes ülés) nevezik, a másodikat Annual Business Meeting (ABM) közgyűlésnek (adminisztratív ülés) nevezik.
A rendes ülésre február 14. és március 14. között, az adminisztratív ülésre szeptemberben vagy októberben kerül sor, megállapodás szerint. A rendes és az adminisztratív ülés időpontját az előző évi rendes ülés határozza meg.
Az évenkénti rendes és adminisztratív ülést ugyanaz a szövetség rendezi. Az ülésen a rendező szövetség egyik képviselője elnököl. Az üléseket minden évben más szövetség rendezi, rotációs rendszer szerint.
A rendes ülés jogosult a játékszabályok módosítását és a labdarúgás egyéb kérdéseit érintő javaslatok megvizsgálására és azokban való döntésre. Az adminisztratív ülés jogosult a Board elé terjesztett általános ügyek megtárgyalására. Ezekben az ülés döntést is hozhat, a játékszabályokat azonban nem módosíthatja.

### Eljárási szabályok

#### A rendes ülés
Minden szövetség december 1-jéig küldi be javaslatait, szabályváltoztatási ajánlásait, szabályváltoztatási kísérlet engedélyezése iránti igényét és egyéb vitára ajánlott témáját azon szövetség titkárának, amely a Board következő ülését rendezi. Ezek kinyomtatásának és szétküldésének határideje december 14. A szétküldött anyaggal kapcsolatos kiegészítések és módosítások január 14-ig juttathatók el, ugyancsak írásban február 1-jéig kinyomtatja és szétküldi a tagszövetségeknek.

#### Az adminisztratív ülés
Minden szövetség legkésőbb az ülés előtt négy héttel írásban megküldi javaslatait, kívánságait, szabálymódosítási kísérlet iránti igényét és egyéb vitatémáit a rendező szövetség titkárának.
A napirend és a dokumentáció legkésőbb két héttel az ülés előtt megküldendő a tagszövetségeknek. Bármely kontinentális unió vagy nemzeti szövetség beterjeszthet javaslatokat, kéréseket vagy vitatémákat a FIFA főtitkárának. Ezeket írásban és olyan időben kell eljuttatni, hogy a FIFA megvizsgálhassa, és ha elfogadható a rendező szövetség titkárához továbbíthassa négy héttel az ülés előtt.

### Jegyzőkönyv
Az ülések jegyzőkönyveit a rendező szövetség titkára vezeti. A jegyzőkönyvet teljes egészében fel kell venni a jegyzőkönyvek hivatalos könyvébe. Ez utóbbit február 1-jéig át kell adni a következő ülés rendezőjének.

#### Határozatképesség és szavazati jog
Az ülés napirendje csak akkor tárgyalható, ha legalább négy szövetség jelen van, melyek közül egyik a FIFA. Minden egyes Brit Szövetségnek egy-egy, a FIFA-nak pedig – a hozzátartozó tagszövetségek nevében – négy szavazata van. Valamely javaslat elfogadásához a jelenlévők és szavazásra jogosultak legalább háromnegyedének támogatására van szükség.

### Szabályváltoztatások
A játékszabályokon csak a Board évenkénti rendes ülésén és csak a jelenlévők és szavazásra jogosultak háromnegyedének egyetértésével lehet változtatni.

### Rendkívüli ülések
A folyó évi ülések megrendezésével megbízott szövetség rendkívüli ülést hív össze, ha erre két Brit Szövetség vagy a FIFA írásban, a beterjesztendő javaslatok egyidejű megküldésével felkéri.
Ilyen ülést, a felkérést követő huszonnyolc napon belül kell összehívni, a Board tagszövetségeinek az ülés előtt huszonegy nappal kell erről tudomást szerezniük, és a javaslatokat megkapniuk.

### A Board határozatai
Az adminisztratív ülés határozatai az ülés után azonnal hatályba lépnek, hacsak evvel ellentétes megállapodás nem történt.
A rendes ülés azon határozatai, amelyek a játékszabályok módosítására vonatkoznak, az ülést követő július 1-jétől kötelezőek a Kontinentális uniók és nemzeti szövetségek számára. Azok a Kontinentális uniók és nemzeti szövetségek azonban, amelyek versenyévadja a július 1-jén még nem ért véget, jogosultak a változások bevezetését a következő évad kezdetéig elhalasztani. A Kontinentális uniók és a nemzeti szövetségek a játékszabályokon semmilyen változtatást nem eszközölhetnek a Board döntése nélkül. /Nemzetközi mérkőzésekre azonban a július 1-jei határnap érvényes./